# Ceaux-en-Loudun
Ceaux-en-Loudun là một xã, tọa lạc ở tỉnh Vienne trong vùng Nouvelle-Aquitaine, Pháp. Xã này có diện tích 28,89 km², dân số năm 2006 là 591 người. Xã nằm ở khu vực có độ cao trung bình 82 m trên mực nước biển.
Dân địa phương danh xưng tiếng Pháp là Ceauxois ou les Ceaussois.

## Biến động dân số
| Năm | 1962 | 1968 | 1975 | 1982 | 1990 | 1999 | 2006 |
| --- | ---- | ---- | ---- | ---- | ---- | ---- | ---- |
| Dân số | 543  | 648  | 589  | 584  | 596  | 579  | 591  |
| From the year 1962 on: No double counting—residents of multiple communes (e.g. students and military personnel) are counted only once. |      |      |      |      |      |      |      |